# Dalva e Herivelto: Uma Canção de Amor
Dalva e Herivelto: Uma Canção de Amor, conosciuta nei paesi di lingua inglese col titolo Songs of Betrayal, è una miniserie televisiva brasiliana in cinque episodi, scritta da Maria Adelaide Amaral e trasmessa da TV Globo nel 2010.
È stata candidata a due premi Emmy . Vi si narra la vera storia dei due celebri artisti musicali Dalva de Oliveira e Herivelto Martins, che fecero coppia anche nella vita, e del loro figlio Pery Ribeiro.